# Саппанош, Петер
Петер Саппанош (венг. Szappanos Péter; род. 14 ноября 1990, Ясберень, Яс-Надькун-Сольнок) — венгерский футболист, вратарь саудовского клуба «Аль-Фатех» и национальной сборной Венгрии.

## Клубная карьера
Играть в футбол начал в местном клубе Ясберень. В 2005 году перешёл в структуру клуба «Сент Иштван».
Профессиональную карьеру начал в 2009 году в составе клуба «Дунахарасти». Сезон 2012/2013 провёл на правах аренды в команде «Татабанья».
В 2014 году подписал контракт с клубом «Залаэгерсег». За 5 лет в команде был основным вратарём и принял участие в 110 матах.
С 2018 по 2021 года защищал цвета клуба «Мезёкёвешд». Следующие 2 года карьеры провёл в «Гонведе», за который сыграл 53 матча.
8 июля 2023 года подписал контракт с клубом «Пакш». 15 мая 2024 года сыграл в финале Кубка Венгрии и помог клубу выиграть «Ференцварош» со счётом 2:0.
23 августа 2024 года Саппанош перешёл в саудовский клуб «Аль-Фатех».

## Карьера за сборную
Саппанош был вызван в состав национальной сборной Венгрии на матчи Лиги наций против Англии (дома), Италии (в гостях), Германии (дома) и Англии (в гостях) 4, 7, 11 и 14 июня 2022 года соответственно.
Дебют за сборную Венгрии состоялся 20 ноября 2022 года в товарищеском матче против сборной Греции (2:1), заменив на 90+2 минуте Денеша Дибуса. Был включён в состав на чемпионат Европы 2024 в Германии.

## Достижения

### «Пакш»
- Обладатель Кубка Венгрии: 2023/24